# زخرفة رومانية
محمد الشامي

## نظرة تاريخية
عندما غزا الرومان بلاد الإغريق وولايات آسيا آنذاك، حملوا معهم إلى روما كميات كبيرة من المصنوعات والروائع الفنية الإغريقية التي استولوا عليها من طريق النهب. وقد كان الجنود الرومان العائدون من الحرب في اليونان قد تشبّعت نفوسهم بذكريات تلك الروائع التي شاهدوها في المدن الإغريقية.
ولقد كانت روما في تلك الأزمنة من أعظم مدن العالم القديم في مبانيها وزخارفها، ولا سيما في عهد اغسطس، وقد أسهم خلفاؤه من بعده في تجميلها بالمباني الجديدة والأعمال الفنية. علاوة على ذلك فقد كان الصناع من جميع الحرف كالنحاتين والرسامين والمصورين يتدفقون على روما وكان معظمهم من الإغريق. لذلك كان الفن الروماني مستوحى من الفن الإغريقي، ولم يكن له أية صلة رومانية.

## الزخرفة الرومانية
اشتهر الرومان بالجد والوقار، ولم يعيروا للزخرفة أية اهتمامات في بادئ أمرهم لا سيما في المباني والمعابد، وكان اهتمامهم بالفن ضئيلا بشكل عام. ولكن عندما أخذت روما بالنمو وزاد اتصالها بالإغريق، أخذ الشعور الروماني يتغير في ميدان الفن، والأفكار الإغريقية كان لها عظيم الأثر على الرومان في هذا المضمار.
لم يبدِ الرومان أصالة في الزخرفة والنحت والرسومك إلا في نوعين اثنين وهما:
1. النحت البارز
2. والتماثيل النصفية الرأس.

## مميزات الزخرفة الرومانية
اقتبست الزخرفة الرومانية عن الزخرفة الإغريقية مع تغيير يتفق مع الزمن والبيئة، فقد استعمل الرومان مثلا ورقة الأقنثة في الزخرفة الحلزونية كما فعل أسلافهم اليونانيين.
وقد كان الرومان معتدلين في استعمال فن الزخرفة في أول أمرهم، ولكنهم ما لبثوا أن افرطوا فيها. فقد استعملوا الألوان للنقش على الجدران المغطاة بالجصّ، كما استعملوا الفسيفساء في تغطية الأقبية والسطوح والارضيات.
وقد اتسمت الفنون الزخرفية الرومانية بما تركته في النفس من اثر قوي يشعر بالسطوة والقوة، فقد نشأ الرومان حكاما وكان فنهم وليد حبهم للعنف والقوة. ومع أن الرومان اخذوا الكثير من الإغريق إلا أن الزخرفة الرومانية ظلت تنقصها الكثير من المميزات التي ارتقت وسمت بالفن الإغريقي إلى درجات راقية.

## التعابير والوحدات الزخرفية الرومانية
استعمل الرومان تعابير ووحدات زخرفية منها:
1. ورقة الأقنثة الرأسية والحلزونية.
2. الخطوط المموجة والمزخرفة التي تنبعث من أجساد آدمية.
3. رسوم حيوانية مختلفة بجانبها زخارف مختلفة.
4. زخارف مستمدة من هياكل عظمية لرؤوس الثيران.
5. هودجة (grand tiger).